# Carles Mascaró
Carles Mascaró (Breda, Girona, 1703 - Monestir de Montserrat, 1793) fou un organista i benedictí català.
Hi ha molt poques dades d'aquest religiós que també va ser un distingit literat.